# Stefan Alkier
Stefan Alkier (* 5. April 1961 in Recklinghausen) ist ein deutscher evangelischer Theologe.

## Leben
Stefan Alkier studierte von 1980 bis 1988 evangelische Theologie in Münster, Bonn und Hamburg. Von 1988 bis 1989 war er als wissenschaftliche Hilfskraft am Institut für Hermeneutik des Fachbereiches Evangelische Theologie der Universität Bonn angestellt. Von 1991 bis 1993 war er wissenschaftlicher Mitarbeiter für Kirchengeschichte an der Forschungsstelle für Reformationsgeschichte bei Karl-Heinz zur Mühlen. Nach dem Rigorosum 1991 am Fachbereich Ev. Theologie der Universität Bonn war er von 1993 bis 1999 wissenschaftlicher Assistent für Neues Testament (C 1) am Fachbereich Ev. Theologie der Universität Hamburg. Ein Forschungsstipendium an der Indiana University Bloomington hatte er 1996 im Rahmen des Hamburger Wissenschaftleraustausches mit amerikanischen Hochschulen. Seit 1998 ist er Herausgeber der Zeitschrift für Neues Testament (ZNT) und seit 2020 Mitherausgeber des Frankfurter Neuen Testaments (FNT). Von 1999 bis 2001 war er Vikar der Evangelischen Kirche von Westfalen. 2000 wurde er zum Privatdozenten für Neues Testament an der Universität Hamburg ernannt. Von 2000 bis 2001 vertrat er eine Professur für Bibelwissenschaften mit dem Schwerpunkt Neues Testament an der Universität Kassel. Seit 2001 lehrt er als Professor für Neues Testament und Geschichte der Alten Kirche am Fachbereich Evangelische Theologie der Johann Wolfgang Goethe-Universität Frankfurt am Main.
Seine Forschungsschwerpunkte und -interessen sind Theologie des Neuen Testaments, Paulus, Markusevangelium, Johannesapokalypse, Wunder und Auferstehung, antike Wirtschaftsgeschichte, biblische Intertextualität, Bibel in der Gegenwartskultur, Semiotik, Hermeneutik, Methodologie und Forschungsgeschichte.

## Schriften (Auswahl)
- Urchristentum. Zur Geschichte und Theologie einer exegetischen Disziplin (= Beiträge zur historischen Theologie. 83). Mohr, Tübingen 1993, ISBN 3-16-146057-X (Zugleich: Bonn, Universität, Dissertation, 1991/1992).
- Wunder und Wirklichkeit in den Briefen des Apostels Paulus. Ein exegetischer Beitrag zu einem Wunderverständnis jenseits von Entmythologisierung und Rehistorisierung (= Wissenschaftliche Untersuchungen zum Neuen Testament. 134). Mohr Siebeck, Tübingen 2001, ISBN 3-16-147415-5 (Zugleich: Hamburg, Universität, Habilitations-Schrift, 1999/2000). (Udo Schnelle: Rezension, Theologische Literaturzeitung 128 (2003) H. 3, Sp. 283–287).
- Die Realität der Auferweckung in, nach und mit den Schriften des Neuen Testaments (= Neutestamentliche Entwürfe zur Theologie. 12). Francke, Tübingen u. a. 2009, ISBN 978-3-7720-8227-6.
  - The Reality of the Resurrection. The New Testament Witness Translated by Leroy A. Huizenga. Baylor University Press, Waco TX 2013, ISBN 978-1-60258-977-3.
- Neues Testament (= UTB. 3404, Basics.). Francke, Tübingen u. a. 2010, ISBN 978-3-7720-8367-9.
- mit Rainer Kessler, Michael Rydryck: Wirtschaft und Geld (= Lebenswelten der Bibel.). Gütersloher Verlagshaus, Gütersloh 2016, ISBN 978-3-579-08236-3.

Herausgeberschaft
- mit Dietrich Zilleßen, Ralf Koerrenz, Harald Schroeter: Praktisch-theologische Hermeneutik. Ansätze – Anregungen – Aufgaben. Henning Schröer zum 60. Geburtstag. CMZ, Rheinbach-Merzbach 1991, ISBN 3-922584-97-7.
- mit Martin Keßler, Stefan Rhein: Evangelische Kirchen und Politik in Deutschland. Konstellationen im 20. Jahrhundert (= Christentum in der modernen Welt. 5). Mohr Siebeck, Tübingen 2023, ISBN 978-3-16-161488-0 (Hannah Kreß: Rezension, Wissenschaftlicher Literaturanzeiger 63/1 (2024)).